# Kathrin Stirnemann
Kathrin Stirnemann (* 22. Oktober 1989) ist eine Schweizer Mountainbikerin, die insbesondere in der Disziplin Cross-Country Eliminator erfolgreich war. Seit 2021 ist sie im E-Mountainbike aktiv.

## Sportliche Laufbahn
Kathrin Stirnemann feierte schon in ihren Jugendjahren grosse Erfolge. 2007 wurde die damals 18-Jährige bei den Juniorinnen Schweizermeisterin und gewann bei den Europameisterschaften die Goldmedaille im Cross-Country (XCO). Ein Jahr später wurde Stirnemann Vizeeuropameisterin in der U23-Kategorie.
Ab Mai 2012 war sie als Profi-Sportlerin aktiv. Sie startete im olympischen Cross-Country (XCO) und bei Etappenrennen (XCS), ihre größten Erfolge erzielte sie jedoch im Cross-Country Eliminator (XCE), der 2012 neu in den Weltcup aufgenommen wurde. In den Jahren 2014 und 2017 wurde Stirnemann Weltmeisterin im Eliminator. 2014, 2015 und 2017 gewann sie in der gleichen Disziplin zudem den EM-Titel.
Im Jahr 2020 zeigte sie noch einmal ihre Vielseitigkeit, als sie bei den MTB-Weltmeisterschaften in der noch jungen Disziplin E-Mountainbike und bei den Straßen-Europameisterschaften in der Mixed-Staffel jeweils die Silbermedaille gewann.
Im Oktober 2020 beendete Kathrin Stirnemann ihre aktive sportliche Laufbahn, nachdem sie mit den Mountainbike-Europameisterschaften im heimischen Monteceneri ihr letztes Rennen bestritten hatte. Sie machte eine Ausbildung zur Trainerin.
Entgegen ihrer Ankündigung bleibt Stirnemann als Athletin aktiv, jedoch nicht im Cross-Country, sondern im E-Mountainbike. Für ihr bisheriges Team startete sie 2021 im UCI-E-Mountainbike-Weltcup. 2021 und 2022 erreichte sie in dieser Veranstaltungsserie vier Podiumsplatzierungen.

## Persönliches
Stirnemann ist eidg. dipl. Kauffrau. Ihr Vater Beat war lange Zeit Junioren-Nationaltrainer der Schweiz, Bruder Matthias ist ebenfalls Mountainbike-Profi.

## Erfolge
| 2007 - Europameisterin (Junioren) – XCO 2008 - Europameisterschaften (U23) – XCO 2010 - Europameisterschaften (U23) – XCO 2013 - MTB-Weltcup Vallnord (Andorra) – XCE - Europameisterschaften – XCE 2014 - Weltmeisterin – XCE - MTB-Weltcup Albstadt – XCE - MTB-Weltcup Mont Sainte-Anne – XCE - Europameisterin – XCE - Schweizer Meister – XCE | 2015 - Weltmeisterschaften – XCE - Europameisterin – XCE - Europaspiele – XCO - Schweizer Meister – XCO 2016 - Weltmeisterschaften – XCE - Coupe de France VTT (horse class) – XCO 2017 - Weltmeisterin – XCE - Europameisterin – XCE 2020 - Weltmeisterschaften – E-MTB - Straßen-Europameisterschaften – Mixed-Staffel |